# Aeroportul Mana Island
Aeroportul Mana Island (IATA: MNF, ICAO: NFMA) este un aeroport din Fiji ce deservește zona Mana Island⁠(d).
Situat la o altitudine de 2 m, aeroportul dispune de o singură pistă.